# Tu, tu, tu
Tu, tu, tu este un film românesc din 1983 regizat de Ion Popescu Gopo.